# ديفيد كينغ
ديفيد كينغ (بالإنجليزية: David King)‏ (30 سبتمبر 1990 بميلتون كينز في المملكة المتحدة - ) هو لاعب كرة قدم بريطاني في مركز الوسط. لعب مع بوريهام وود إف سي وفوريست غرين وميلتون كينز دونز وهيميل هيمبستيد تاون وأكسفورد سيتي.

## وصلات خارجية
- ديفيد كينغ على موقع قاعدة بيانات كرة القدم.إي يو (الإنجليزية)
- ديفيد كينغ على موقع Soccerbase.com (لاعب) (الإنجليزية)
- ديفيد كينغ على موقع Soccerway.com (الإنجليزية)